# Bly(II)hydroxid
Bly(II)hydroxid er en svag base.
Sumformel:Pb(OH)2